# Reserva Saugeen
A Reserva Saugeen (em inglês: Saugeen First Nation) é a reserva indígena dos Ojíbuas localizada ao longo do rio Saugeen e da Península Bruce em Ontário, Canadá. Criada no meio da década de 1970, a reserva Saugeen é o território pertencente à Nação Ojíbuas de Saugeen.
Há outras seis nações indígenas que viveram, pescaram, caçaram e comercializaram no território dos Ojíbuas de Saugeen. As histórias dessas comunidades, desde o passado até o presente, são melhores conhecidas por seus próprios povos. A tradição oral faz com que essas histórias sejam passadas para as gerações seguintes.